# 伊藤正敏
伊藤 正敏（いとう まさとし、1955年 - ）は、日本の歴史学者。日本中世史専攻。

## 来歴
東京都八王子市生まれ。東京大学文学部国史学科卒業。同大学院人文科学研究科修士課程修了。一乗谷朝倉氏遺跡調査研究所文化財調査員、文化庁記念物課技官、長岡造形大学助教授、教授を務め、その後研究・執筆活動に専念。文献史学、考古学、文化財保護行政などをフィールドとしている。研究対象は日本村落史と中世寺社勢力論。

## 著書
- 中世後期の村落 紀伊国賀太荘の場合　吉川弘文館、1991.3
- 中世の寺社勢力と境内都市　吉川弘文館、1999.5
- 日本の中世寺院 忘れられた自由都市　吉川弘文館「歴史文化ライブラリー」、2000.2
- 寺社勢力の中世 無縁・有縁・移民　ちくま新書、2008.8
- 無縁所の中世　ちくま新書、2010.5
- アジールと国家　筑摩選書、2020.2